# Митина, Елена Анатольевна
Митина Елена Анатольевна (род. 16 августа 1966, Кимовск, Тульская область) — российский профсоюзный и политический деятель, депутат Государственной Думы VI и VII созыва, член фракции «Единая Россия», член комитета Госдумы по образованию и науке.

## Биография
В 1988 году получила высшее образование по специальности «электронные приборы и устройства» окончив Рязанский радиотехнический институт. В 2003 году прошла переподготовку в Рязанском государственном педагогическом университете на юридическом факультете. В 2013 году окончила магистратуру по направлению «психолого-педагогическое образование» в Рязанском государственном университете. В 1988 году, после окончания ВУЗа, работала в научно-исследовательской лаборатории Рязанского радиотехнического института. В 1988 году занялась профсоюзной деятельностью, работала заместителем председателя профсоюзного комитета студентов Рязанской государственной радиотехнической академии, позже стала председателем профкома, занимала эту должность до 1999 года. С 1999 по 2001 год работала в областном комитете Профсоюза работников народного образования и науки в должности главного специалиста аппарата. С 2002 по 2010 год работала в Рязанской областной организации профсоюза работников народного образования и науки в должности заместителя председателя, в 2010 году избрана председателем, в 2014 году переизбрана председателем организации.
В декабре 2011 года выдвигалась от партии «Единая Россия» Госдуму VI созыва, по результатам распределения мандатов в депутаты не прошла. В сентябре 2015 года избрана депутатом Рязанской областной думы VI созыва. Через месяц после выборов в Депутаты Рязанской областной Думы досрочно сложила депутатские полномочия, в связи с передачей ей вакантного мандата Николая Булаева стала депутатом Госдумы VI созыва.
В сентябре 2016 года выдвигалась от партии «Единая Россия» в Госдуму VII созыва, по результатам выборов избрана депутатом Государственной Думы VII созыва по одномандатному избирательному округу № 157.

## Законотворческая деятельность
С 2011 по 2019 год, в течение исполнения полномочий депутата Государственной Думы VI и VII созывов, выступила соавтором 107 законодательных инициатив и поправок к проектам федеральных законов.

## Награды
- Знак ФНПР «За активную работу в профсоюзах»[источник не указан 899 дней]
- Почетная грамота Министерства образования и науки Российский Федерации[источник не указан 899 дней]